# Olympische Jugend-Winterspiele 2016/Teilnehmer (Kanada)
| Gelbes Symbol für Goldmedaillen mit stilisierten Olympischen Ringen | Graues Symbol für Silbermedaillen mit stilisierten Olympischen Ringen | Braundes Symbol für Bronzemedaillen mit stilisierten Olympischen Ringen |
| ------------------------------------------------------------------- | --------------------------------------------------------------------- | ----------------------------------------------------------------------- |
| 3                                                                   | 2                                                                     | 1                                                                       |

Kanada nahm an den Olympischen Jugend-Winterspielen 2016 im norwegischen Lillehammer mit 54 Athleten in elf Sportarten teil.

## Medaillen
Mit drei gewonnenen Gold-, zwei Silber- und einer Bronzemedaille belegte das kanadische Team Platz 8 im Medaillenspiegel.

## Sportarten

### Biathlon
| Athleten                                                    | Wettbewerb           | Zeit (Schießfehler) | Rang |
| ----------------------------------------------------------- | -------------------- | ------------------- | ---- |
| Jungen                                                      |                      |                     |      |
| Ben Churchill                                               | 7,5 km Sprint        | 20:37,0 min (1)     | 17   |
| Ben Churchill                                               | 10 km Verfolgung     | 30:59,8 min (2)     | 10   |
| Léo Grandbois                                               | 7,5 km Sprint        | 21:00,1 min (2)     | 22   |
| Léo Grandbois                                               | 10 km Verfolgung     | 32:51,4 min (5)     | 25   |
| Mädchen                                                     |                      |                     |      |
| Tekarra Banser                                              | 6 km Sprint          | 21:05,7 min (2)     | 35   |
| Tekarra Banser                                              | 7,5 km Verfolgung    | 30:56,5 min (5)     | 35   |
| Gillian Gowling                                             | 6 km Sprint          | 20:51,3 min (0)     | 30   |
| Gillian Gowling                                             | 7,5 km Verfolgung    | 34:58,2 min (6)     | 45   |
| Gemischt                                                    |                      |                     |      |
| Tekarra Banser Ben Churchhill                               | Single Mixed-Staffel | 44:58,4 min (2+10)  | 13   |
| Tekarra Banser Gillian Gowling Ben Churchhill Léo Grandbois | Mixed-Staffel        | 1:29:40,2 h (4+14)  | 16   |

### Bob
| Athleten        | Wettbewerb | Durchgang 1 | Durchgang 1 | Durchgang 2 | Durchgang 2 | Gesamt      | Gesamt |
| Athleten        | Wettbewerb | Zeit        | Rang        | Zeit        | Rang        | Zeit        | Rang   |
| --------------- | ---------- | ----------- | ----------- | ----------- | ----------- | ----------- | ------ |
| Jungen          |            |             |             |             |             |             |        |
| Parker Reid     | Monobob    | 58,29 s     | 11          | 58,51 s     | 11          | 1:56,80 min | 12     |
| Mädchen         |            |             |             |             |             |             |        |
| Katherine Hogan | Monobob    | 1:00,12 min | 13          | 59,88 s     | 13          | 2:00,00 min | 13     |
| Martha Nikiolek | Monobob    | 59,60 s     | 10          | 59,46 s     | 8           | 1:59,06 min | 9      |
| Taylor Rooke    | Monobob    | 1:00,56 min | 14          | 1:00,22 min | 14          | 2:00,78 min | 14     |

### Curling
| Athleten                                               | Wettbewerb | Gruppenrunde | Gruppenrunde | Viertelfinale | Viertelfinale | Halbfinale | Halbfinale | Finale             | Finale   | Finale |
| Athleten                                               | Wettbewerb | Siege        | Niederlagen  | Gegner        | Ergebnis      | Gegner     | Ergebnis   | Gegner             | Ergebnis | Rang   |
| ------------------------------------------------------ | ---------- | ------------ | ------------ | ------------- | ------------- | ---------- | ---------- | ------------------ | -------- | ------ |
| Gemischt                                               |            |              |              |               |               |            |            |                    |          |        |
| Mary Fay Tyler Tardi Karlee Burgess Sterling Middleton | Team       | 7            | 0            | Türkei        | 10 : 2        | Schweiz    | 7 : 5      | Vereinigte Staaten | 10 : 4   | Gold   |

### Eishockey
| Athleten     | Wettbewerb       | Qualifikation | Qualifikation | Finale             | Finale             |
| Athleten     | Wettbewerb       | Punkte        | Rang          | Punkte             | Rang               |
| ------------ | ---------------- | ------------- | ------------- | ------------------ | ------------------ |
| Jungen       |                  |               |               |                    |                    |
| Carson Focht | Skills-Challenge | 9             | 10            | nicht qualifiziert | nicht qualifiziert |

#### Jungen
| Kanada | Spieler Alexis Gravel, Olivier Rodrigue, Jett Woo, Jared McIsaac, Ty Smith, Ryan Merkley, Dennis Busby, Declan Chisholm, Benoît-Olivier Groulx, Aidan Dudas, Gabriel Fortier, Luka Burzan, Tristen Nielsen, Anderson MacDonald, Allan McShane, Carson Focht, Connor Roberts |

Gruppenphase
| Pl. |                    | Sp | S | OTS | OTN | N | Tore  | Punkte |
| 1.  | Kanada             | 4  | 3 | 0   | 0   | 1 | 18:07 | 9      |
| 2.  | Vereinigte Staaten | 4  | 3 | 0   | 0   | 1 | 18:07 | 9      |
| 3.  | Russland           | 4  | 2 | 1   | 0   | 1 | 21:09 | 8      |
| 4.  | Finnland           | 4  | 1 | 0   | 1   | 2 | 14:11 | 4      |
| 5.  | Norwegen           | 4  | 0 | 0   | 0   | 4 | 01:38 | 0      |

 Halbfinale 
| 19. Februar 2016 17:00 Uhr | Kanada | 4:3 (0:1, 2:1, 1:1, 0:0, 1:0) | Finnland | Kristins Hall, Lillehammer |

 Finale 
| 21. Februar 2016 15:00 Uhr | Kanada | 2:5 (0:1, 1:2, 1:2) | Vereinigte Staaten | Kristins Hall, Lillehammer |

### Eiskunstlauf
| Athleten                         | Wettbewerb | Kurzprogramm | Kurzprogramm | Free Skating/Dance | Free Skating/Dance | Gesamt | Gesamt |
| Athleten                         | Wettbewerb | Punkte       | Rang         | Punkte             | Rang               | Punkte | Rang   |
| -------------------------------- | ---------- | ------------ | ------------ | ------------------ | ------------------ | ------ | ------ |
| Jungen                           |            |              |              |                    |                    |        |        |
| Roman Sadovsky                   | Einzel     | 72,61        | 2            | 133,08             | 4                  | 205,69 | 4      |
| Paar                             |            |              |              |                    |                    |        |        |
| Mathieu Ostiguy Justine Brasseur | Paar       | 48,51        | 4            | 92,08              | 5                  | 140,59 | 4      |
| Marjorie Lajoie Zachary Lagha    | Eistanz    | 51,06        | 4            | 74,81              | 4                  | 125,87 | 4      |

### Freestyle-Skiing

#### Halfpipe
| Athleten         | Wettbewerb | Finale       | Finale       | Finale       | Finale           | Finale |
| Athleten         | Wettbewerb | Durchgang 1  | Durchgang 2  | Durchgang 3  | Bester Durchgang | Rang   |
| ---------------- | ---------- | ------------ | ------------ | ------------ | ---------------- | ------ |
| Jungen           |            |              |              |              |                  |        |
| Evan Marineau    | Halfpipe   | 59,40 Punkte | 17,60 Punkte | 24,20 Punkte | 59,40 Punkte     | 7      |
| Mädchen          |            |              |              |              |                  |        |
| Mackenzie Wilson | Halfpipe   | 62,20 Punkte | 60,00 Punkte | 53,40 Punkte | 62,20 Punkte     | 5      |

#### Skicross
| Athleten     | Wettbewerb | Qualifikation | Qualifikation | Vorlauf | Vorlauf | Halbfinale | Finale   |
| Athleten     | Wettbewerb | Zeit          | Rang          | Punkte  | Rang    | Position   | Position |
| ------------ | ---------- | ------------- | ------------- | ------- | ------- | ---------- | -------- |
| Jungen       |            |               |               |         |         |            |          |
| Reece Howden | Skicross   | 43,35 s       | 3             | 20      | 1       | 1          | Gold     |
| Mädchen      |            |               |               |         |         |            |          |
| Zoe Chore    | Skicross   | 45,93 s       | 3             | 17      | 3       | 3          | 6        |

### Rennrodeln
| Athleten                 | Wettbewerb   | Durchgang 1 | Durchgang 1 | Durchgang 2 | Durchgang 2 | Gesamt       | Gesamt |
| Athleten                 | Wettbewerb   | Zeit        | Rang        | Zeit        | Rang        | Zeit         | Rang   |
| ------------------------ | ------------ | ----------- | ----------- | ----------- | ----------- | ------------ | ------ |
| Jungen                   |              |             |             |             |             |              |        |
| Reid Watts               | Einsitzer    | 48,086 s    | 5           | 47,908 s    | 2           | 1:35,994 min | Bronze |
| Matt Riddle Adam Shippit | Doppelsitzer | 53,046 s    | 5           | 52,909 s    | 5           | 1:45,955 min | 5      |
| Mädchen                  |              |             |             |             |             |              |        |
| Brooke Apshkrum          | Einsitzer    | 53,165 s    | 2           | 52,861 s    | 1           | 1:46,026 min | Gold   |

| Athleten                                            | Wettbewerb  | Mädchen  | Mädchen | Junge    | Junge | Doppel   | Doppel | Gesamt       | Gesamt |
| Athleten                                            | Wettbewerb  | Zeit     | Rang    | Zeit     | Rang  | Zeit     | Rang   | Zeit         | Rang   |
| --------------------------------------------------- | ----------- | -------- | ------- | -------- | ----- | -------- | ------ | ------------ | ------ |
| Gemischt                                            |             |          |         |          |       |          |        |              |        |
| Brooke Apshkrum Reid Watts Matt Riddle Adam Shippit | Teamstaffel | 57,147 s | 3       | 57,802 s | 5     | 58,600 s | 4      | 2:53,549 min | 4      |

### Skeleton
| Athleten         | Durchgang 1 | Durchgang 1 | Durchgang 2 | Durchgang 2 | Gesamt      | Gesamt |
| Athleten         | Zeit        | Rang        | Zeit        | Rang        | Zeit        | Rang   |
| ---------------- | ----------- | ----------- | ----------- | ----------- | ----------- | ------ |
| Jungen           |             |             |             |             |             |        |
| Zachary Lipinski | 55,81 s     | 17          | 56,26 s     | 18          | 1:52,07 min | 17     |
| Mädchen          |             |             |             |             |             |        |
| Laura Vargas     | 58,03 s     | 19          | 57,85 s     | 18          | 1:55,88 min | 18     |

### Ski Alpin
| Jungen        |              |             |     |                    |                    |                    |                    |
| Justin Alkier | Super-G      |             |     |                    |                    | 1:12,68 min        | 19                 |
| Justin Alkier | Riesenslalom | 1:20,48 min | 17  | 1:22,85 min        | 26                 | 2:43,33 min        | 22                 |
| Justin Alkier | Slalom       | 52,31 s     | 24  | DSQ                | DSQ                | nicht qualifiziert | nicht qualifiziert |
| Justin Alkier | Kombination  | 1:13,57 min | 20  | DNF                | DNF                | nicht qualifiziert | nicht qualifiziert |
| Ryan Moffatt  | Super-G      |             |     |                    |                    | 1:12,95 min        | 21                 |
| Ryan Moffatt  | Riesenslalom | DNF         | DNF | nicht qualifiziert | nicht qualifiziert | nicht qualifiziert | nicht qualifiziert |
| Ryan Moffatt  | Slalom       | 52,98 s     | 26  | 52,92 s            | 25                 | 1:45,90 min        | 24                 |
| Ryan Moffatt  | Kombination  | DSQ         | DSQ | nicht qualifiziert | nicht qualifiziert | nicht qualifiziert | nicht qualifiziert |
| Mädchen       |              |             |     |                    |                    |                    |                    |
| Ali Nullmeyer | Super-G      |             |     |                    |                    | 1:13,98 min        | 7                  |
| Ali Nullmeyer | Riesenslalom | 1:19,44 min | 5   | 1:15,29 min        | 1                  | 2:34,73 min        | 5                  |
| Ali Nullmeyer | Slalom       | 54,78 s     | 3   | 50,02 s            | 2                  | 1:44,80 min        | Silber             |
| Ali Nullmeyer | Kombination  | DNF         | DNF | nicht qualifiziert | nicht qualifiziert | nicht qualifiziert | nicht qualifiziert |
| Amelia Smart  | Super-G      |             |     |                    |                    | 1:16,84 min        | 19                 |
| Amelia Smart  | Riesenslalom | 1:20,66 min | 13  | nicht qualifiziert | nicht qualifiziert | nicht qualifiziert | nicht qualifiziert |
| Amelia Smart  | Slalom       | 1:00,71 min | 24  | 53,85 s            | 17                 | 1:54,56 min        | 19                 |
| Amelia Smart  | Kombination  | 1:16,79 min | 13  | 44,13 s            | 6                  | 2:00,92 min        | 8                  |

| Athleten                    | Wettbewerb     | Achtelfinale              | Viertelfinale   | Halbfinale      | um Platz 3     | um Platz 3 |
| Athleten                    | Wettbewerb     | Ergebnis                  | Ergebnis        | Ergebnis        | Ergebnis       | Rang       |
| --------------------------- | -------------- | ------------------------- | --------------- | --------------- | -------------- | ---------- |
| Gemischt                    |                |                           |                 |                 |                |            |
| Ali Nullmeyer Justin Alkier | Teamwettbewerb | Vereinigte Staaten 2+ – 2 | Norwegen 2+ – 2 | Russland 2 – 2+ | Finnland 3 – 3 | 4          |

### Skilanglauf
| Athleten          | Wettbewerb       | Qualifikation | Qualifikation | Viertelfinale      | Viertelfinale      | Halbfinale         | Halbfinale         | Finale             | Finale             |
| Athleten          | Wettbewerb       | Zeit          | Rang          | Zeit               | Rang               | Zeit               | Rang               | Zeit               | Rang               |
| ----------------- | ---------------- | ------------- | ------------- | ------------------ | ------------------ | ------------------ | ------------------ | ------------------ | ------------------ |
| Jungen            |                  |               |               |                    |                    |                    |                    |                    |                    |
| Levi Nadlersmith  | Cross            | 3:19,14 min   | 29            |                    |                    | 3:22,35 min        | 9                  | nicht qualifiziert | nicht qualifiziert |
| Levi Nadlersmith  | Sprint klassisch | 3:15,19 min   | 33            | nicht qualifiziert | nicht qualifiziert | nicht qualifiziert | nicht qualifiziert | nicht qualifiziert | nicht qualifiziert |
| Levi Nadlersmith  | 10 km Freistil   |               |               |                    |                    |                    |                    | 26:18,6 min        | 28                 |
| Mädchen           |                  |               |               |                    |                    |                    |                    |                    |                    |
| Annika Richardson | Cross            | 3:53,88 min   | 25            |                    |                    | 3:54,86 min        | 9                  | nicht qualifiziert | nicht qualifiziert |
| Annika Richardson | Sprint klassisch | 3:53,42 min   | 33            | nicht qualifiziert | nicht qualifiziert | nicht qualifiziert | nicht qualifiziert | nicht qualifiziert | nicht qualifiziert |
| Annika Richardson | 5 km Freistil    |               |               |                    |                    |                    |                    | 14:09,8 min        | 16                 |

### Snowboard

#### Halfpipe
| Athleten       | Wettbewerb | Finale       | Finale       | Finale       | Finale           | Finale |
| Athleten       | Wettbewerb | Durchgang 1  | Durchgang 2  | Durchgang 3  | Bester Durchgang | Rang   |
| -------------- | ---------- | ------------ | ------------ | ------------ | ---------------- | ------ |
| Mädchen        |            |              |              |              |                  |        |
| Kira Lengkeek  | Halfpipe   | 63,25 Punkte | 65,75 Punkte | 68,00 Punkte | 68,00 Punkte     | 6      |
| Baily McDonald | Halfpipe   | 13,50 Punkte | 33,25 Punkte | 27,25 Punkte | 33,25 Punkte     | 14     |

#### Snowboardcross
| Athleten     | Wettbewerb     | Qualifikation | Qualifikation | Vorlauf | Vorlauf | Halbfinale         | Finale             |
| Athleten     | Wettbewerb     | Zeit          | Rang          | Punkte  | Rang    | Position           | Position           |
| ------------ | -------------- | ------------- | ------------- | ------- | ------- | ------------------ | ------------------ |
| Jungen       |                |               |               |         |         |                    |                    |
| Evan Bichon  | Snowboardcross | 48,09 s       | 4             | 18      | 3       | 2                  | 4                  |
| Mädchen      |                |               |               |         |         |                    |                    |
| Audrey Shieh | Snowboardcross | 55,12 s       | 13            | 5       | 15      | nicht qualifiziert | nicht qualifiziert |

#### Slopestyle
| Athleten       | Wettbewerb | Finale       | Finale       | Finale           | Finale |
| Athleten       | Wettbewerb | Durchgang 1  | Durchgang 2  | Bester Durchgang | Rang   |
| -------------- | ---------- | ------------ | ------------ | ---------------- | ------ |
| Jungen         |            |              |              |                  |        |
| Baily McDonald | Slopestyle | 72,50 Punkte | 75,50 Punkte | 75,50 Punkte     | 6      |